# Koldskål

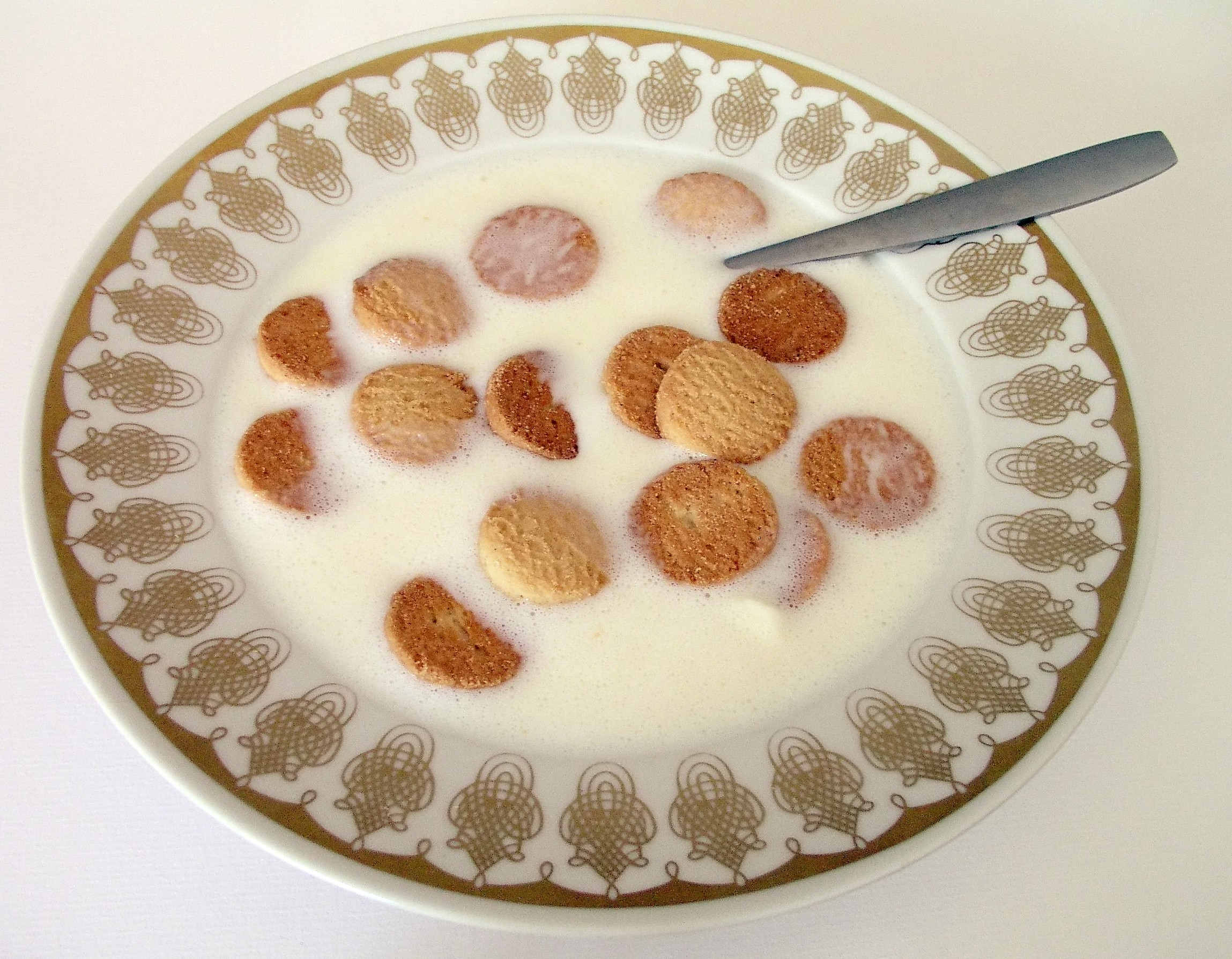
Koldskål mit Kammerjunkern obenauf

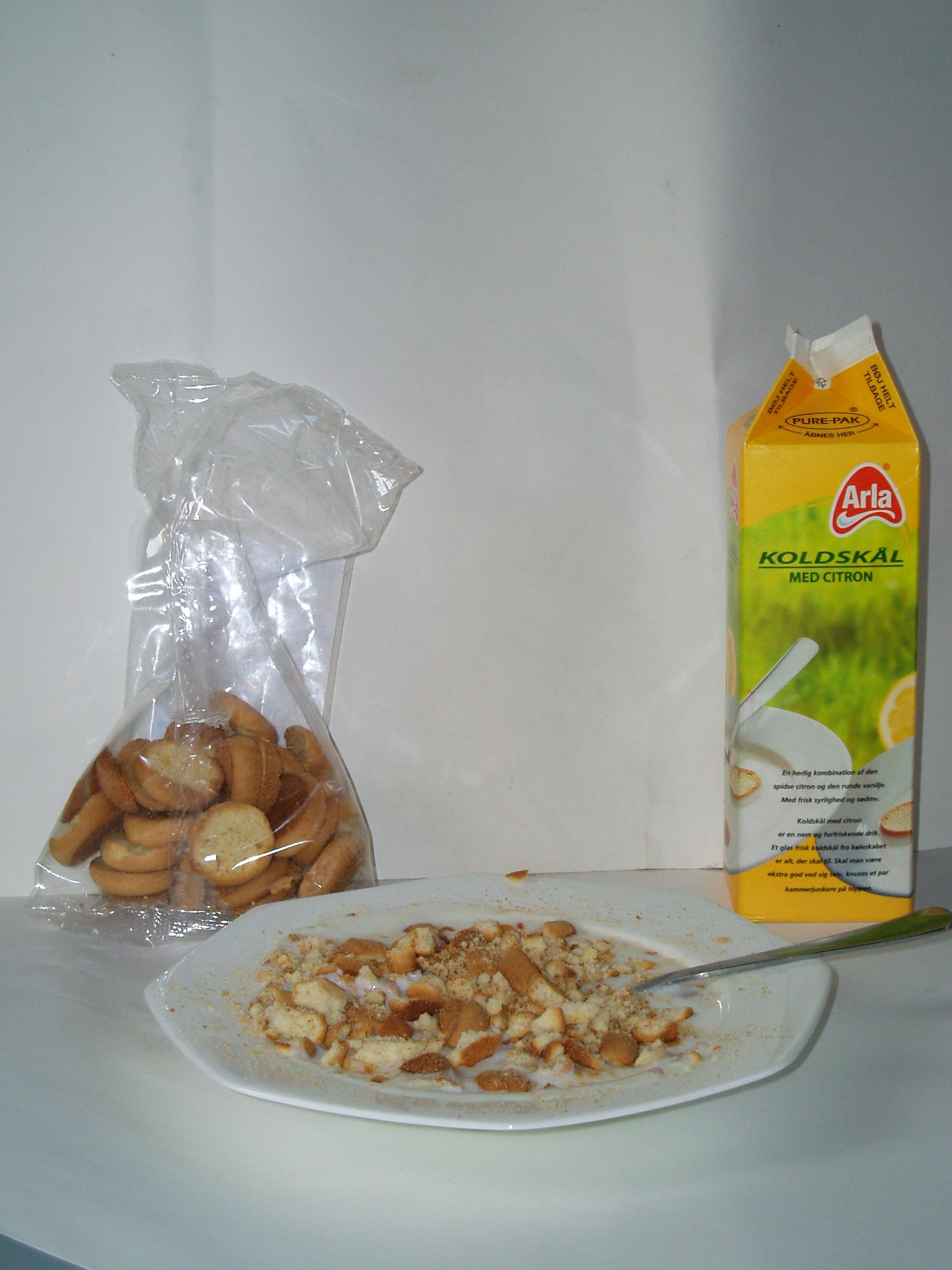
Koldskål von Arla (2007)

Koldskål oder auch kærnemælkskoldskål (Buttermilch-Kaltschale) ist eine Spezialität der dänischen Küche. Es handelt sich um eine Milchkaltschale, bestehend aus Buttermilch, Eiern und Zucker. Weit verbreitet ist eine Variante mit Zitronensaft. In die klassische Koldskål werden mürbe Butterkekse („Kammerjunker“) gegeben, mitunter auch zerbröselter Zwieback, geröstete Haferflocken, Nüsse oder Früchte.
Servierfertige Koldskål wurde erstmals 1979 vom dänischen Hersteller Esbjerg Mejeri angeboten. Heute ist Arla Marktführer.
Koldskål ist ein typisches Saisonprodukt, das vor allem im Hoch- und Spätsommer konsumiert wird.

## Ursprung
Bis zum ausgehenden 19. Jahrhundert wurde statt Buttermilch selbstgebrautes Bier als Grundlage für Kaltschalen verwendet. Die ersten beiden Rezepte für eine Buttermilch-Kaltschale in einem dänischen Kochbuch finden sich 1901 in Frøken Jensens kogebog von Kristine Marie Jensen. Bis zur Ausgabe von 1941 kamen bereits vier weitere Rezepte hinzu.
Der Name Koldskål leitet sich vom niederdeutschen Koldeschal ab.